# Poslednij djujm
Poslednij djujm (Последний дюйм) è un film del 1958 diretto da Nikita Kurichin e Teodor Vul'fovič.